# پوزا ریکا، وراکروز
پوزا ریکا، وراکروز (به اسپانیایی: Poza Rica, Veracruz) از شهرهای کشور Mexico است که در ایالت Veracruz قرار دارد و جمعیت آن طبق سرشماری سال ۲۰۱۰ میلادی ۱۸۵٬۲۴۲ نفر بوده است.